# بلومینگ پریری (مینه‌سوتا)
بلومینگ پریری، مینه‌سوتا (به انگلیسی: Blooming Prairie, Minnesota) یک شهر در ایالات متحده آمریکا است که در مینه‌سوتا واقع شده‌است.

## خصوصیات
بلومینگ پریری ۳٫۶۵ کیلومترمربع مساحت و ۱٬۹۹۶ نفر جمعیت دارد و ۳۹۴ متر بالاتر از سطح دریا واقع شده‌است.